# Aptostichus sierra
Aptostichus sierra es una especie de araña migalomorfa del género Aptostichus, familia Euctenizidae. Fue descrita científicamente por Bond en 2012.
Habita en los Estados Unidos. El nombre de su especie se le dio en referencia al lugar de su hallazgo, Sierra Nevada.